# Skulpturengarten am Neuen Museum Nürnberg
Der Skulpturengarten am Neuen Museum Nürnberg ist der Freiluft-Ausstellungsbereich des Neuen Museums in Nürnberg. Im Skulpturenpark werden seit 2004 Skulpturen ausgestellt, die vorwiegend aus Schenkungen von Marianne und Hansfried Defet stammen. Er liegt lang gestreckt zwischen Stadtgraben und Stadtmauer Nürnberg zwischen dem Sterntor und Frauentor direkt vor dem Klarissenplatz und dem Neuen Museum.
Der Skulpturengarten ist tagsüber frei zugänglich.

## Skulpturen
- Hiromi Akiyama: 84-3-E, Verschiebung Nr. 7, 1984
- Johannes Brus: Tempelchen (vierteilig), 1982
- Bernd Klötzer: Fuge III, 2008
- Alf Lechner: Ringteilung, 1996
- Horst Münch: Der Däne (von Nürnberg), 1995–2004
- Karl Prantl: Stein zur Meditation, 1987
- Ulrich Rückriem: Aalfanger Granit, 2005
- Alf Schuler: Ohne Titel, 2004 (12 Meter lange Skulptur aus rostfreiem Stahl)
- Timm Ulrichs: Baum-Krone/Baum-Säge, 1990/2005

## Galerie

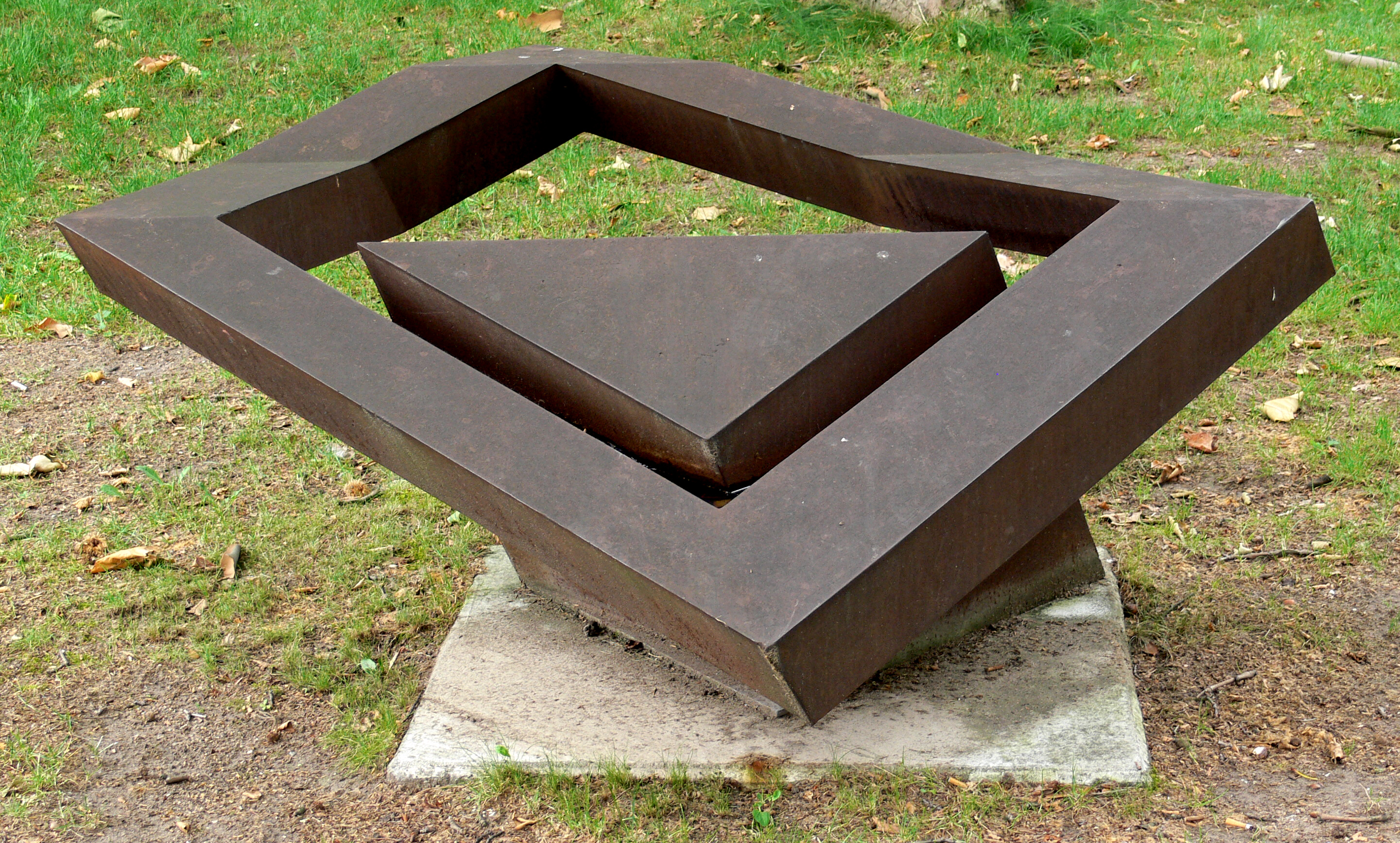
Hiromi Akiyama
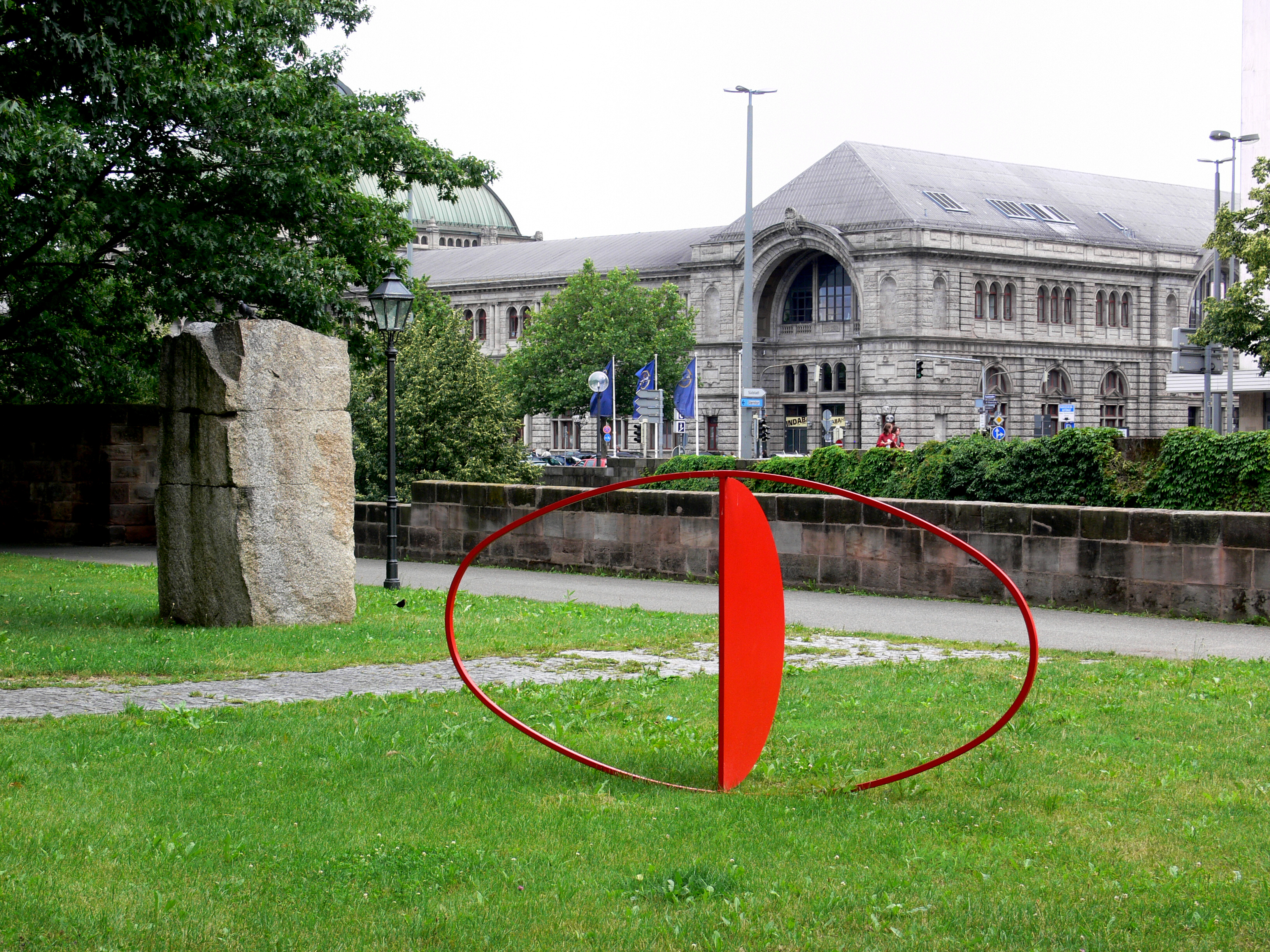
Bernd Klötzer (im Hintergrund: Ulrich Rückriem)
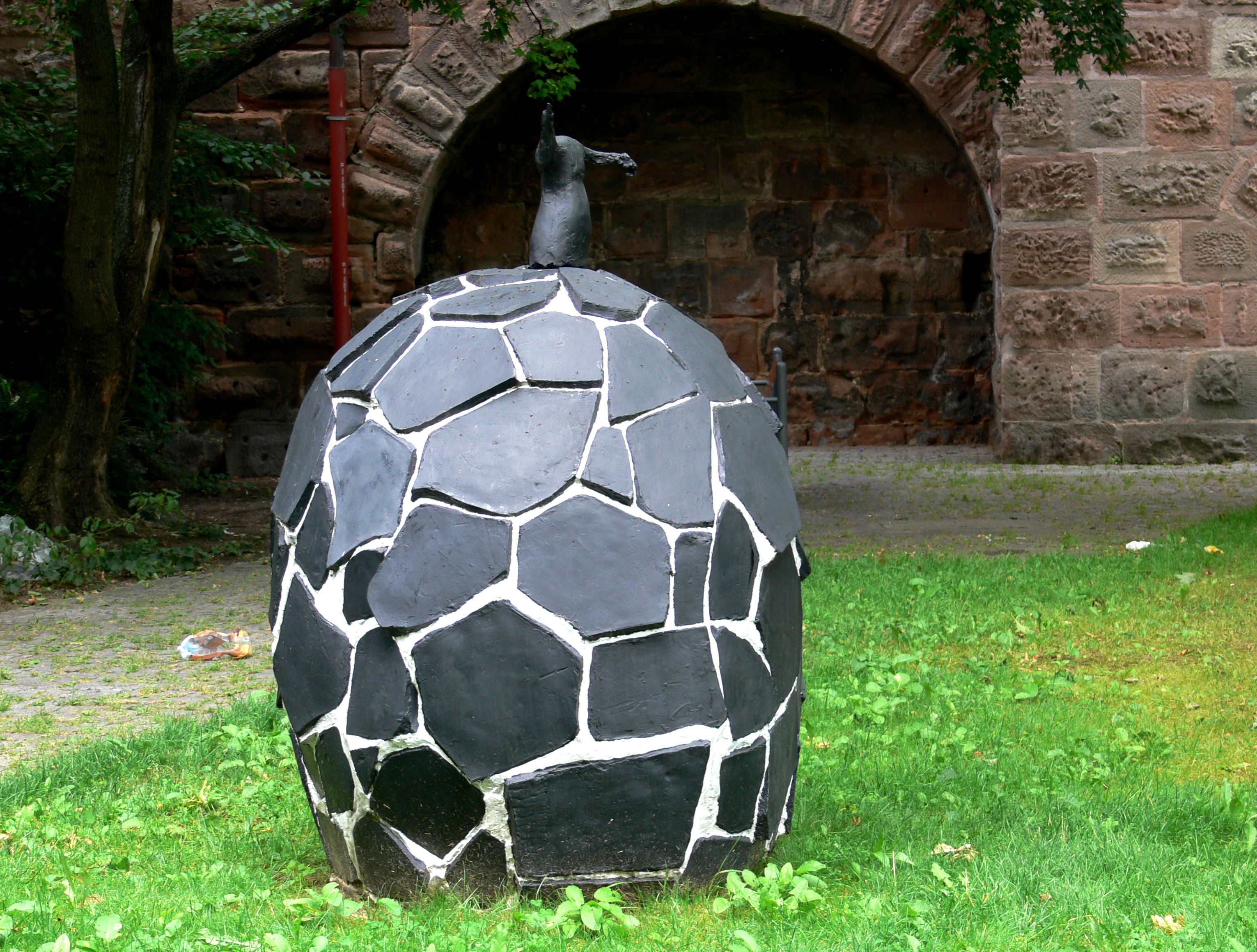
Horst Münch
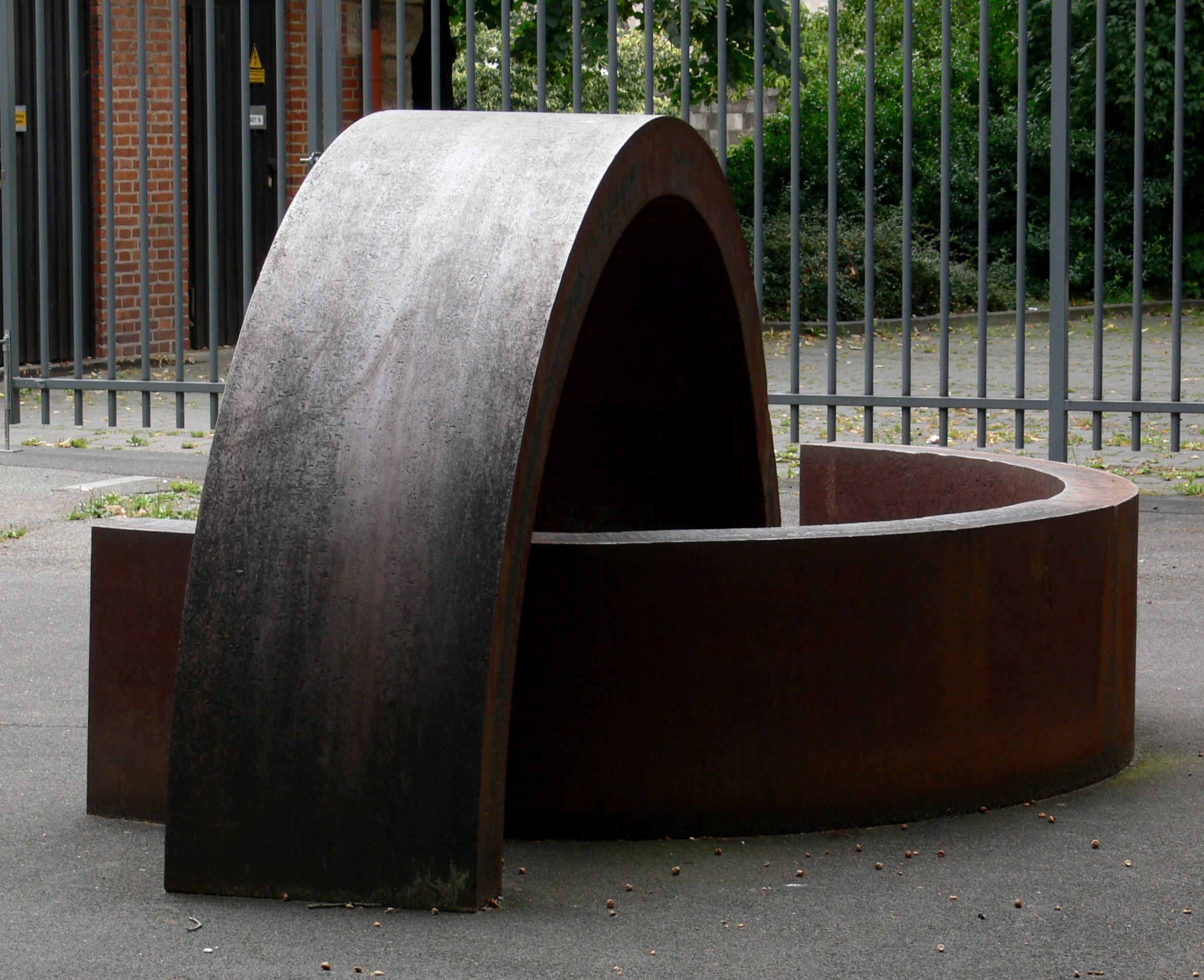
Alf Lechner